# VHF marítim

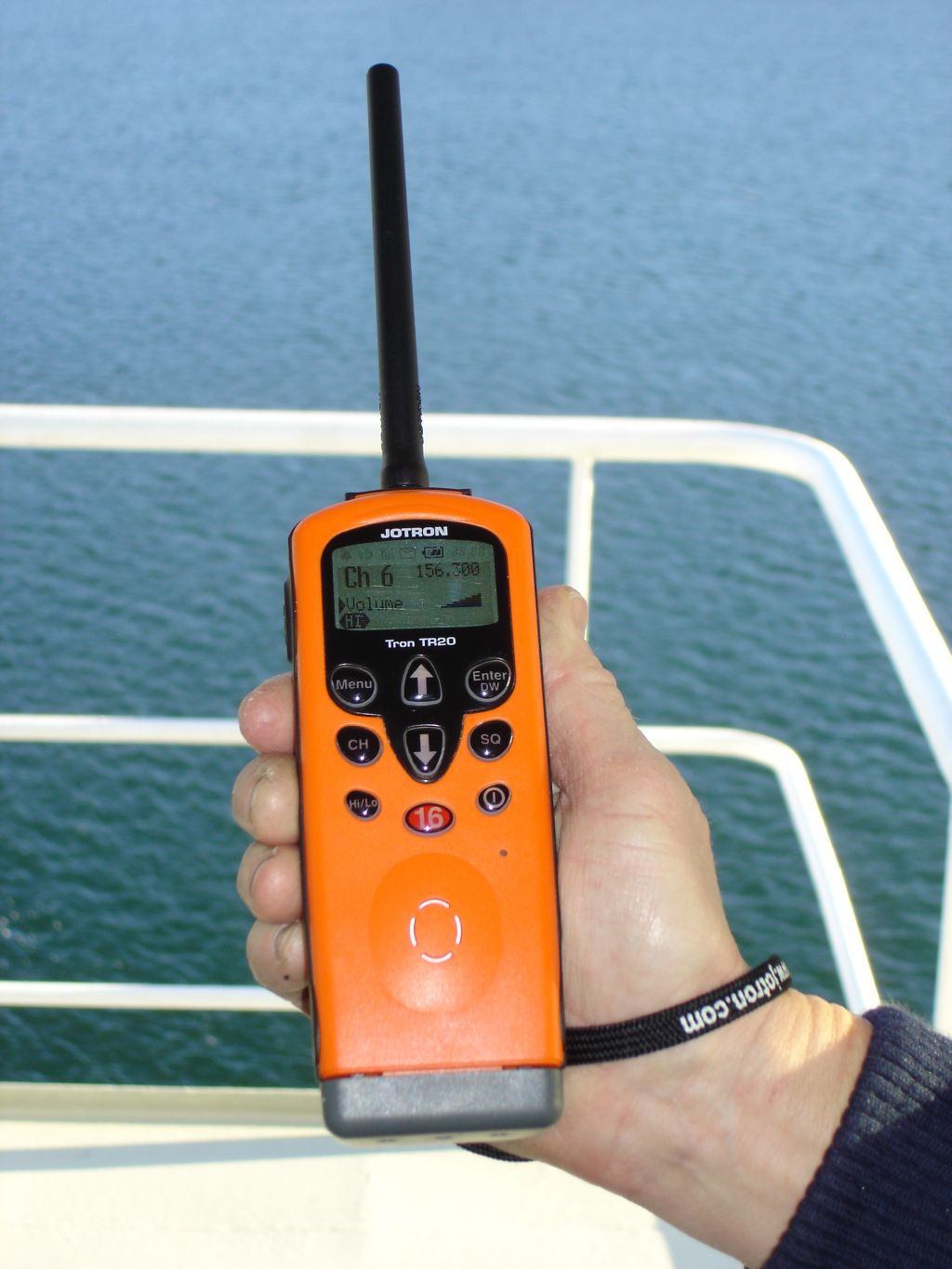
Un VHF marítim portàtil estàndard, obligatori en vaixells marítims més grans segons les regles Hi

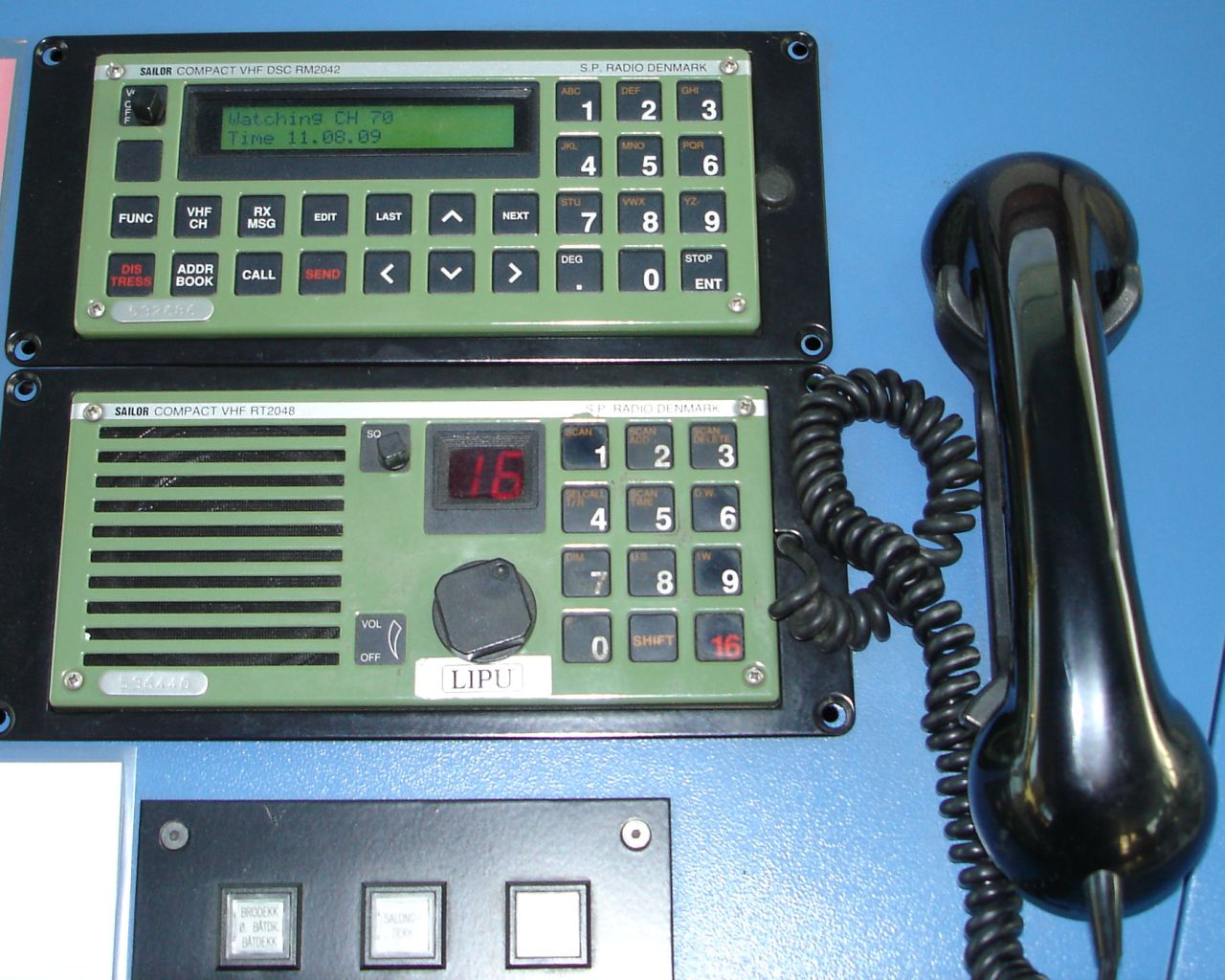
Un conjunt de VHF i un conjunt de canals VHF 70 DSC, el DSC a la part superior

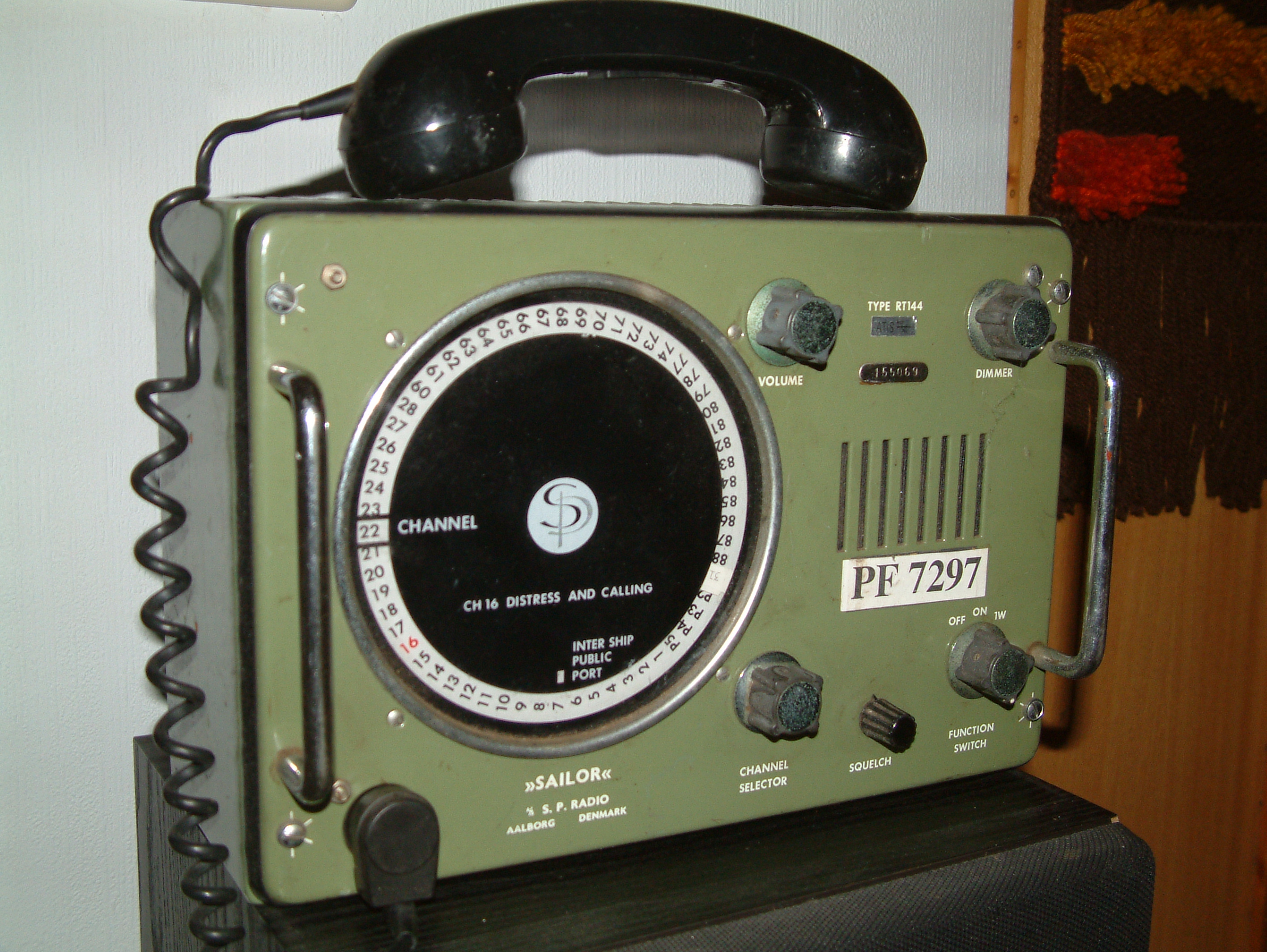
Un radiotelèfon VHF marí d'època (76-89).

El sistema VHF marítim o ràdio VHF nàutica és un sistema mundial de transceptors de ràdio bidireccional en vaixells i embarcacions que s'utilitzen per a la comunicació de veu bidireccional de vaixell a vaixell, vaixell a costa (per exemple, amb capitans de port) i, en determinades circumstàncies, de vaixell a avió. Utilitza canals FM a la banda de ràdio de molt alta freqüència (VHF) en el rang de freqüències entre 156 i 174 MHz, inclòs, designat per la Unió Internacional de Telecomunicacions com a banda mòbil marítima VHF . En alguns països s'utilitzen canals addicionals, com els canals L i F per a vaixells d'oci i pesca als països nòrdics (entre 155,5 i 155,825). MHz). La potència del transmissor està limitada a 25 watts, cosa que els dona un abast d'uns 100 quilometres (62 mi; 54 nmi) .
L'equip de ràdio VHF marítim s'instal·la a tots els vaixells grans i a la majoria de petites embarcacions marines. També s'utilitza, amb una regulació lleugerament diferent, en rius i llacs. S'utilitza per a una gran varietat de propòsits, com ara la navegació marítima i el control del trànsit, la convocatòria de serveis de rescat i la comunicació amb ports, rescloses, ponts i ports esportius.

## Història
La ràdio marina va ser la primera aplicació comercial de la tecnologia de ràdio, que va permetre als vaixells mantenir-se en contacte amb la costa i altres vaixells, i enviar una trucada de socors per al rescat en cas d'emergència. Guglielmo Marconi va inventar la comunicació per ràdio a la dècada de 1890 i la companyia Marconi va instal·lar estacions de telegrafia sense fil als vaixells a partir de l'any 1900. Marconi va construir una sèrie d'estacions costaneres i el 1904 va establir la primera trucada de socors en codi Morse, les lletres CQD, utilitzades fins al 1906 quan es va acordar SOS. El primer rescat marí significatiu a causa de la ràdio va ser l'enfonsament del vaixell de luxe RMS <i id="mwMA">Republic</i> el 1909, en el qual es van salvar 1.500 vides. Això i el rescat de l'RMS Titanic de 1912 van portar el camp de la ràdio marina a la consciència pública, i els operadors de ràdio marina eren considerats herois. El 1920, els EUA tenien una sèrie de 12 estacions costaneres esteses al llarg de la costa atlàntica des de Bar Harbor, Maine, fins a Cape May, Nova Jersey.
Els primers transmissors de ràdio marins utilitzaven les bandes d'ona llarga . Durant la Guerra Mundial Es va desenvolupar la modulació d'amplitud I, i a la dècada de 1920 els equips de radiotelegrafia d'espurna van ser substituïts per radiotelefonia amb tubs de buit que permetien la comunicació de veu. També a la dècada de 1920 es va descobrir el fenomen de salt ionosfèric o skywave, que va permetre que els transmissors de tubs de buit de menor potència que operaven a les bandes d'ona curta es comuniquessin a llargues distàncies.
Amb l'esperança de frustrar la detecció alemanya durant la Batalla de l'Atlàntic de la Segona Guerra Mundial, les escortes de combois americans i britànics van utilitzar ràdios Talk-Between-Ships (TBS) que funcionaven en VHF.

## Tipus d'equips
Els conjunts poden ser fixos o portàtils. Un conjunt fix en general té els avantatges d'una font d'alimentació més fiable, una potència de transmissió més alta, una antena més gran i més eficaç i una pantalla i botons més grans. Un equip portàtil (sovint essencialment un walkie-talkie VHF impermeable en el disseny) es pot portar en un caiac o a un bot salvavides en cas d'emergència, té la seva pròpia font d'alimentació i és impermeable si està aprovat per GMDSS . Fins i tot uns quants VHF portàtils estan aprovats per utilitzar-los com a ràdios d'emergència en entorns que requereixen equips intrínsecament segurs (per exemple, camions cisterna de gas, plataformes petrolieres, etc.).

### Només per a veu
L'equip de només veu és el tipus tradicional, que es basa totalment en la veu humana per trucar i comunicar-se. Moltes unitats portàtils de preu més baix són només de veu, així com unitats fixes més antigues.

### Crida selectiva digital
L'equip DSC, que forma part del Sistema de seguretat marítima global (GMDSS), proporciona tota la funcionalitat dels equips només de veu i, a més, permet diverses altres funcions:
- La capacitat de trucar a un altre vaixell mitjançant un identificador únic conegut com a Identitat de servei mòbil marítim (MMSI). Aquesta informació es transmet digitalment i el receptor alertarà l'operador d'una trucada entrant un cop es detecti el seu propi MMSI. Les trucades es configuren al canal VHF dedicat 70, on l'equip DSC ha d'escoltar contínuament. Aleshores, la comunicació de veu real té lloc en un canal diferent especificat per la persona que truca.
- Un botó de socors, que envia automàticament un senyal de socors digital que identifica el vaixell que truca i la naturalesa de l'emergència.
- Un receptor GPS integrat o instal·lació per connectar un receptor GPS extern perquè la ubicació de l'usuari es pugui transmetre automàticament juntament amb una trucada de socors.

Quan es compra un transceptor DSC nou, l'usuari tindrà l'oportunitat de programar-la amb el número MMSI del vaixell on es vol utilitzar. No obstant això, canviar el MMSI després de la programació inicial pot ser problemàtic i requerir eines propietat especial. Això suposadament es fa per evitar robatoris.

### Sistema automàtic d'identificació
Les unitats transceptores més avançades admeten AIS. Això es basa en un receptor GPS integrat a l'equip VHF o connectat externament pel qual el transceptor obté la seva posició i transmet aquesta informació juntament amb alguns altres detalls sobre el vaixell (MMSI, càrrega, calat, destinació i alguns altres) als vaixells propers. . L'AIS funciona com una xarxa de malla i les unitats amb totes les funcions transmeten missatges AIS d'altres vaixells, ampliant molt l'abast d'aquest sistema; no obstant això, algunes unitats de gamma baixa només reben o no admeten la funcionalitat de retransmissió.
Les dades AIS es transporten als canals VHF dedicats 87B i 88B a una velocitat de baudios de 9.600 bit/s utilitzant modulació GMSK i utilitza una forma de multiplexació per divisió de temps .

### Missatge de text
Mitjançant l'estàndard RTCM 12301.1, és possible enviar i rebre missatges de text de manera similar als SMS entre transceptors VHF marins que compleixin aquesta norma. Tanmateix, a partir del 2019, molt pocs transceptors admeten aquesta funció. El destinatari del missatge ha d'estar sintonitzat al mateix canal que l'estació emissora per rebre'l.

## Regulació
Als Estats Units, qualsevol persona pot comprar legalment una ràdio VHF marina i utilitzar-la per comunicar-se sense requerir cap llicència especial sempre que compleixin determinades normes, però en molts altres països cal una llicència per transmetre a les freqüències de VHF marines. .
Al Regne Unit i Irlanda i alguns altres països europeus , el certificat d'abast curt és el requisit mínim per utilitzar una ràdio VHF marina. Normalment s'aconsegueix després de completar un curs d'uns dos dies i aprovar un examen. Això està pensat per a aquells que operen en llacs i zones costaneres, mentre que normalment es recomana un certificat de llarg abast per a aquells que operen més lluny, ja que també cobreix les ràdios HF i MF, així com els sistemes INMARSAT .

### Sistema automàtic d'identificació del transmissor (marí)
Per al seu ús a les vies navegables interiors d'Europa continental, una transmissió obligatòria del sistema d'identificació automàtica del transmissor (ATIS) transmet la identitat del vaixell després de cada transmissió de veu. Aquest és un codi de deu dígits que és una versió codificada de l'indicatiu de trucada alfanumèric del vaixell o, per als vaixells de fora de la regió, el MMSI del vaixell amb el prefix "9". El requisit d'utilitzar ATIS a Europa, i quins canals VHF es poden utilitzar, estan fortament regulats, més recentment pels acords de Basilea.

## Canals i freqüències
Un equip VHF marí és un transmissor i un receptor combinats i només funciona en freqüències internacionals estàndard conegudes com a canals . Canal 16 (156.8 MHz) és el canal de trucades i socors internacionals. La potència de transmissió oscil·la entre 1 i 25 watts, donant un rang màxim de fins a unes 60 milles nàutiques (111 km) entre antenes muntades en vaixells alts i turons, i 5 milles nàutiques (9 km; 6 mi) entre antenes muntades en petites embarcacions al nivell del mar. S'utilitza la modulació de freqüència (FM), amb polarització vertical, és a dir, les antenes han de ser verticals per tenir una bona recepció. Per a una comunicació d'abast més llarg al mar, es poden utilitzar les bandes marines MF i HF marines i telèfons per satèl·lit .
Els canals semidúplex aquí es mostren amb les mateixes freqüències A i B. Les freqüències, els canals i algunes de les seves finalitats es regeixen per la UIT. Per a una llista amb autoritat vegeu. L'assignació original de canals consistia només en els canals de l'1 al 28 amb 50 L'espaiat en kHz entre canals i la segona freqüència per a l'operació full-duplex 4.6 MHz més alt.
Més tard, les millores en la tecnologia de ràdio van fer que l'espai entre canals es pogués reduir a 25 kHz amb canals de 60 a 88 intercalats entre els canals originals.
Els canals 75 i 76 s'ometen, ja que són a banda i banda del canal de trucada i socors 16, actuant com a canals de guàrdia. Les freqüències que haurien estat les segones freqüències dels canals semidúplex no s'utilitzen amb finalitats marines i es poden utilitzar per a altres finalitats que varien segons el país. Per exemple, de 161.000 a 161.450 MHz formen part de l'assignació als canals de l' Associació de Ferrocarrils Americans utilitzats pels ferrocarrils als EUA i al Canadà.

### Taula
| Número de canal | Freqüències (MHz)         | Freqüències (MHz)      | Regne Unit | Els Estats Units | Canadà | Austràlia | Nova Zelanda | Finlàndia | Europa CEPT mediterranis (mar, oceà)                                                                                                | Bèlgica França Alemanya Països Baixos CCNR: tija principal, riu, canal, llac, estany, estuari |  |
| Número de canal | Un Vaixell tx, normalment | B Shore tx, normalment | Regne Unit | Els Estats Units | Canadà | Austràlia | Nova Zelanda | Finlàndia | Europa CEPT mediterranis (mar, oceà)                                                                                                | Bèlgica França Alemanya Països Baixos CCNR: tija principal, riu, canal, llac, estany, estuari |  |
| --------------- | ------------------------- | ---------------------- | --- | --- | --- | --- | --- | --- | --- | --- |  |
| 0               | 156.000                   | 160.600                | Privat, guardacostes Un | | | | | | | |  |
| 1               | 156.050                   | 160.650                | | Vaixell a vaixell / costa, comercial i de seguretat Costa Oest Un                                                                | Correspondència Pública (Ship-to-Shore full-duplex) BC Coast                                                                                 | | | Correspondència Pública (Ship-to-Shore full-duplex) Operacions portuàries                                              | Correspondència pública (Ship-to-Shore full-duplex), Xarxes de ràdio independents                                                   | Enllaços per radiotelèfon entre estacions de vaixells i estacions terrestres de les autoritats responsables de l'operació de les vies navegables interiors. (Ship-to-Shore full-duplex)                                                  |  |
| 2               | 156.100                   | 160.700                | | | Costa pública de BC | | | Correspondència Pública (Ship-to-Shore full-duplex) Operacions portuàries                                              | Correspondència pública (Ship-to-Shore full-duplex), Xarxes de ràdio independents                                                   | Enllaços per radiotelèfon entre estacions de vaixells i estacions terrestres de les autoritats responsables de l'operació de les vies navegables interiors. (Ship-to-Shore full-duplex)                                                  |  |
| 3               | 156.150                   | 160.750                | | Un Il·legal per a ús públic | Públic BC Costa/Interior | | Vaixell a Vaixell - Kawau                                                                                           | Correspondència Pública (Ship-to-Shore full-duplex) Operacions portuàries                                              | Correspondència Pública (Ship-to-Shore full-duplex), Xarxes de ràdio independents, Guàrdia Costanera de Duanes, recerca i rescat    | Enllaços per radiotelèfon entre estacions de vaixells i estacions terrestres de les autoritats responsables de l'operació de les vies navegables interiors. (Ship-to-Shore full-duplex)                                                  |  |
| 4               | 156.200                   | 160.800                | | | Vaixell a vaixell/ costa, comercial i de seguretat Costa Est i Interior Un Guàrdia Costanera canadenca - canal públic de treball BC Coast Un | | Vaixell a Vaixell - Tutukaka/Raglan                                                                                 | Correspondència Pública (Ship-to-Shore full-duplex) Operacions portuàries                                              | Correspondència Pública (Ship-to-Shore full-duplex), Xarxes de ràdio independents, Guàrdia Costanera de Duanes, recerca i rescat    | Correspondència pública (Ship-to-Shore full-duplex), Xarxes de ràdio independents |  |
| 5               | 156.250                   | 160.850                | | | Moviments de vaixells | | | Correspondència Pública (Ship-to-Shore full-duplex) Operacions portuàries                                              | Correspondència Pública (Ship-to-Shore full-duplex), Xarxes de ràdio independents, autoritats responsables                          | Enllaços per radiotelèfon entre estacions de vaixells i estacions terrestres de les autoritats responsables de l'operació de les vies navegables interiors. (Ship-to-Shore full-duplex)                                                  |  |
| 6               | 156.300                   | 156.300                | Vaixell a vaixell + Vaixell a l'aire Un | | Vaixell a vaixell + Vaixell a l'aire Un | SOCORS - Vaixell a l'aire                                                                                           | Treballant - Pràctiques                                                                                             | Un Ship-to-ship (comercial) també SAR: Ship-to-Ship + Ship-to-Air                                                      | Vaixell a vaixell + Vaixell a l'aire Un                                                                                             | Vaixell a vaixell (limitat a 1 watt) + Vaixell a l'aire |  |
| 7               | 156.350                   | 160.950                | | | Canal general de treball | | | Correspondència Pública (Ship-to-Shore full-duplex) Operacions portuàries                                              | Armada | Enllaços per radiotelèfon entre estacions de vaixells i estacions terrestres de les autoritats responsables de l'operació de les vies navegables interiors. (Ship-to-Shore full-duplex)                                                  |  |
| 8               | 156.400                   | 156.400                | Vaixell a vaixell Un | | Vaixell a vaixell Costes est i oest,Llac Winnipeg Un                                                                                         | Treballant - Pràctiques                                                                                             | Treballant - Pràctiques                                                                                             | Un Vaixell a vaixell (comercial)                                                                                       | Un Vaixell a vaixell | Un Vaixell a vaixell (limitat a 1 watt) |  |
| 9               | 156.450                   | 156.450                | Utilitzat sovint pels pilots Un | Trucant Un, comercials i no comercials.                                                                                          | Vaixell a l'aire per al suport marítim de les costes atlàntiques i BC Un                                                                     | Pilots, Operacions Portuàries                                                                                       | Operacions portuàries                                                                                               | Un VTS Vaixell a vaixell + Operacions portuàries                                                                       | Pilots de marina, Operacions marina, Vaixell en un port esportiu                                                                    | Pilots de marina, Operacions marina, Vaixell en un port esportiu (limitat a 1 watt) |  |
| 10              | 156.500                   | 156.500                | Utilitzat sovint per HM Coastguard Un | | Vaixell a l'aire - SAR i antipollució Un Treball general - Costes atlàntiques i BC,Grans Llacs                                               | | Operacions portuàries                                                                                               | Un Operacions portuàries de vaixell a vaixell també SAR i neteja de petroli només VTS al golf de Finlàndia             | Aigües internacionals Vaixell a vaixell ; Guàrdia Costanera de Duanes, Marina                                                       | Trucant; Vaixell a vaixell ; Duanes, Treball a bord (limitat a 1 watt) SOCORS, seguretat i trucades |  |
| 11              | 156.550                   | 156.550                | Operacions portuàries | | VTS - Bc Coast Pilotage Un | | Operacions portuàries                                                                                               | Un Operacions portuàries, també les rescloses del canal de Saimaa                                                      | Armada | Operacions portuàries |  |
| 12              | 156.600                   | 156.600                | Operacions portuàries | VTS - Pilotatge offshore de San Francisco Un                                                                                     | VTS - BC Coast Port i ops pilot Un | Operacions portuàries, VTS                                                                                          | Operacions portuàries                                                                                               | Un Operacions portuàries                                                                                               | Operacions portuàries comercials, operacions portuàries pesqueres, pilots, Vaixell en un port pesquer, Vaixell en un port comercial | Operacions portuàries comercials, operacions portuàries pesqueres, pilots, Vaixell en un port pesquer, Vaixell en un port comercial |  |
| 13              | 156.650                   | 156.650                | Treball de pont a pont Un | Seguretat pont a pont Un: Els vaixells > 20m han de mantenir el rellotge, Tx limitat a 1 watt. Operacions mòbils de pont / pany. | VTS - Bc Coast Bridge-to-bridge Un | Operacions portuàries, VTS                                                                                          | Pràctiques Nav Seguretat                                                                                            | Un Pilots Operacions portuàries vaixell a vaixell                                                                      | Operacions portuàries, Guàrdia Costanera                                                                                            | Vaixell a vaixell (limitat a 1 watt) |  |
| 14              | 156.700                   | 156.700                | Operacions portuàries | VTS - Pilotatge de la Badia de San Francisco i del Delta Un                                                                      | VTS - BC Coast Port i ops pilot Un | | Operacions portuàries                                                                                               | Un Canal de treball per a les autoritats SAR, Turku Radio (Operacions portuàries)                                      | Operacions Portuàries, Marina | Operacions portuàries |  |
| 15              | 156.750                   | 156.750                | Treball a bord (limitat a 1 watt) Un | | | | | Un Màxim 1 W Operacions portuàries intraship ship-to-ship                                                              | vigilància de platges | Radiocomunicacions a bord d'un vaixell o en un grup d'embarcacions remolcades o empeses, així com les relatives a les instruccions per a la maniobra alcista i l'atracada. (limitat a 1 watt)                                            |  |
| 16              | 156.800                   | 156.800                | SOCORS internacional, seguretat i vocació UnTotes les embarcacions equipades amb VHF han de mantenir la vigilància. | SOCORS internacional, seguretat i vocació UnTotes les embarcacions equipades amb VHF han de mantenir la vigilància.              | SOCORS internacional, seguretat i vocació UnTotes les embarcacions equipades amb VHF han de mantenir la vigilància.                          | SOCORS internacional, seguretat i vocació UnTotes les embarcacions equipades amb VHF han de mantenir la vigilància. | SOCORS internacional, seguretat i vocació UnTotes les embarcacions equipades amb VHF han de mantenir la vigilància. | SOCORS internacional, seguretat i vocació UnTotes les embarcacions equipades amb VHF han de mantenir la vigilància.    | SOCORS internacional, seguretat i vocació UnTotes les embarcacions equipades amb VHF han de mantenir la vigilància.                 | Estuari (16 + 10). No s'utilitza a: Tija principal, Riu, Canal, Llac, Estany. |  |
| 17              | 156.850                   | 156.850                | A bord treballant Un | | | | Esdeveniments Esportius Aquàtics                                                                                    | Un Màxim 1 W Operacions portuàries intraship ship-to-ship                                                              | Operacions Portuàries, Marina, Gendarmeria Marítima                                                                                 | Radiocomunicacions a bord d'un vaixell o en un grup d'embarcacions remolcades o empeses, així com les relatives a les instruccions per a la maniobra alcista i l'atracada. (limitat a 1 watt)                                            |  |
| 18              | 156.900                   | 161.500                | | | | | | Correspondència Pública (Ship-to-Shore full-duplex) Operacions portuàries                                              | Correspondència pública (Ship-to-Shore full-duplex), Xarxes de ràdio independents                                                   | Enllaços per radiotelèfon entre estacions de vaixells i estacions terrestres de les autoritats responsables de l'operació de vies navegables interiors (Ship-to-Shore full-duplex)                                                       |  |
| 19              | 156.950                   | 161.550                | | Instal·lacions terrestres: capitania marítima, ports esportius.                                                                  | Guàrdia Costanera canadenca - Canal de treball                                                                                               | | | Correspondència Pública (Ship-to-Shore full-duplex) Operacions portuàries                                              | Correspondència Pública (Ship-to-Shore full-duplex), Operacions portuàries                                                          | Enllaços per radiotelèfon entre estacions de vaixells i estacions terrestres de les autoritats responsables de l'operació de vies navegables interiors (Ship-to-Shore full-duplex)                                                       |  |
| 20              | 157.000                   | 161.600                | | | | Operacions de repetidor                                                                                             | Servei de Seguretat Marítima Meteorològica Contínua                                                                 | Correspondència Pública (Ship-to-Shore full-duplex) Operacions portuàries                                              | Operacions portuàries, correspondència pública (vaixell a terra full-dúplex)                                                        | Enllaços per radiotelèfon entre estacions de vaixells i estacions terrestres de les autoritats responsables de l'operació de les vies navegables interiors (Ship-to-Shore full-duplex), (limitat a 1 watt del canal subterrani de París) |  |
| 21              | 157.050                   | 161.650                | | Un Només guàrdia costanera dels EUA                                                                                              | Emissions marines contínues B (WX 8) | | Servei de Seguretat Marítima Meteorològica Contínua                                                                 | Correspondència Pública (Ship-to-Shore full-duplex) Operacions portuàries                                              | Operacions portuàries | Operacions portuàries |  |
| 22              | 157.100                   | 161.700                | | Un Guàrdia Costanera dels Estats Units: canal públic                                                                             | | | Servei de Seguretat Marítima Meteorològica Contínua                                                                 | Correspondència Pública (Ship-to-Shore full-duplex) Operacions portuàries                                              | Operacions portuàries, correspondència pública (vaixell a terra full-dúplex)                                                        | Enllaços per radiotelèfon entre estacions de vaixells i estacions terrestres de les autoritats responsables de l'operació de vies navegables interiors (Ship-to-Shore full-duplex)                                                       |  |
| 23              | 157.150                   | 161.750                | HM Coastguard Informació de Seguretat Marítima - Ara en 62,63,64 | Un Només guàrdia costanera dels EUA                                                                                              | | | Servei de Seguretat Marítima Meteorològica Contínua                                                                 | Correspondència Pública (Ship-to-Shore full-duplex) Operacions portuàries                                              | Operacions portuàries, correspondència pública (vaixell a terra full-dúplex)                                                        | Enllaços de radiotelèfon entre estacions de vaixells i estacions terrestres de les autoritats responsables de l'operació de vies navegables interiors (Ship-to-Shore full-duplex), Xarxes de ràdio independents                          |  |
| 24              | 157.200                   | 161.800                | UKSAR G / A Winching Un UKSAR TWC B | | | | | Correspondència Pública (Ship-to-Shore full-duplex) Operacions portuàries                                              | Correspondència pública (Ship-to-Shore full-duplex), Xarxes de ràdio independents                                                   | Enllaços per radiotelèfon entre estacions de vaixells i estacions terrestres de les autoritats responsables de l'operació de vies navegables interiors (Ship-to-Shore full-duplex)                                                       |  |
| 25              | 157.250                   | 161.850                | | | | | Canal de Treball de Ràdio Marítima                                                                                  | Correspondència Pública (Ship-to-Shore full-duplex) Operacions portuàries                                              | Correspondència pública (Ship-to-Shore full-duplex), Xarxes de ràdio independents                                                   | Enllaços per radiotelèfon entre estacions de vaixells i estacions terrestres de les autoritats responsables de l'operació de vies navegables interiors (Ship-to-Shore full-duplex)                                                       |  |
| 26              | 157.300                   | 161.900                | Informació de seguretat marítima de HM Coastguard | Correspondència pública (operador telefònic marí)                                                                                | | | | Correspondència Pública (Ship-to-Shore full-duplex) Operacions portuàries                                              | Correspondència pública (Ship-to-Shore full-duplex), Xarxes de ràdio independents                                                   | Enllaços per radiotelèfon entre estacions de vaixells i estacions terrestres de les autoritats responsables de l'operació de vies navegables interiors (Ship-to-Shore full-duplex)                                                       |  |
| 27              | 157.350                   | 161.950                | | | | | | Correspondència Pública (Ship-to-Shore full-duplex) Operacions portuàries                                              | Correspondència pública (Ship-to-Shore full-duplex), Xarxes de ràdio independents                                                   | Enllaços per radiotelèfon entre estacions de vaixells i estacions terrestres de les autoritats responsables de l'operació de vies navegables interiors (Ship-to-Shore full-duplex)                                                       |  |
| 28              | 157.400                   | 162.000                | | | | | | Correspondència Pública (Ship-to-Shore full-duplex) Operacions portuàries                                              | Correspondència pública (Ship-to-Shore full-duplex), Xarxes de ràdio independents                                                   | Enllaços per radiotelèfon entre estacions de vaixells i estacions terrestres de les autoritats responsables de l'operació de vies navegables interiors (Ship-to-Shore full-duplex)                                                       |  |
| 31              | 157.550                   | 162.150                | | | | | | | | (Països Baixos) Correspondència pública del canal de Marina (Ship-to-Shore full-duplex) |  |
| M1/37A          | 157.850                   | 157.850                | (Com a M1) Clubs nàutics, comitès de carreres i ports esportius | | | | | | | |  |
| 60              | 156.025                   | 160.625                | | | | | | GOFREP a la correspondència pública del golf de Finlàndia (ship-to-shore full-duplex) Operacions portuàries            | Correspondència pública (Ship-to-Shore full-duplex), Xarxes de ràdio independents                                                   | Enllaços per radiotelèfon entre estacions de vaixells i estacions terrestres de les autoritats responsables de l'operació de vies navegables interiors (Ship-to-Shore full-duplex)                                                       |  |
| 61              | 156.075                   | 160.675                | | Un Il·legal per a ús públic | | | | GOFREP (Estònia) sobre correspondència pública del golf de Finlàndia (Ship-to-Shore full-duplex) Operacions portuàries | Correspondència pública (Ship-to-Shore full-duplex), Xarxes de ràdio independents                                                   | Enllaços per radiotelèfon entre estacions de vaixells i estacions terrestres de les autoritats responsables de l'operació de vies navegables interiors (Ship-to-Shore full-duplex)                                                       |  |
| 62              | 156.125                   | 160.725                | HM Coastguard Informació de seguretat marítima | | | | Vaixell a Vaixell - Waiheke/Whangaroa                                                                               | Correspondència Pública (Ship-to-Shore full-duplex) Operacions portuàries                                              | Correspondència pública (Ship-to-Shore full-duplex), Xarxes de ràdio independents                                                   | Enllaços per radiotelèfon entre estacions de vaixells i estacions terrestres de les autoritats responsables de l'operació de vies navegables interiors (Ship-to-Shore full-duplex)                                                       |  |
| 63              | 156.175                   | 160.775                | HM Coastguard Informació de Seguretat Marítima (mig dúplex) | | | | Vaixell a Vaixell - Manukau                                                                                         | Correspondència Pública (Ship-to-Shore full-duplex) Operacions portuàries                                              | Guàrdia Costanera, Operacions Portuàries                                                                                            | Enllaços per radiotelèfon entre estacions de vaixells i estacions terrestres de les autoritats responsables de l'operació de vies navegables interiors (Ship-to-Shore full-duplex)                                                       |  |
| 64              | 156.225                   | 160.825                | HM Coastguard Informació de Seguretat Marítima (mig dúplex) | Un Il·legal per a ús públic | | | | Correspondència Pública (Ship-to-Shore full-duplex) Operacions portuàries                                              | Guàrdia Costanera, Operacions Portuàries                                                                                            | Enllaços per radiotelèfon entre estacions de vaixells i estacions terrestres de les autoritats responsables de l'operació de vies navegables interiors (Ship-to-Shore full-duplex)                                                       |  |
| 65              | 156.275                   | 160.875                | National Coastwatch Institution (NCI) i Independent Coastwatch Stations ({{format ref}} http://www.seasafetygroup.org) Canal de treball per a la comunicació amb els mariners locals per a controls de ràdio i condicions locals de la mar. A partir de l'1 de març de 2021. | | Canal de Treball d'Assistència Marítima | | Vaixell a Vaixell - Coromandel                                                                                      | Correspondència Pública (Ship-to-Shore full-duplex) Operacions portuàries                                              | Guàrdia Costanera, Operacions Portuàries                                                                                            | Enllaços per radiotelèfon entre estacions de vaixells i estacions terrestres de les autoritats responsables de l'operació de vies navegables interiors (Ship-to-Shore Duplex)                                                            |  |
| 66              | 156.325                   | 160.925                | | | Ports esportius - Costa BC Un | | | Correspondència Pública (Ship-to-Shore Duplex) Operacions portuàries                                                   | Correspondència Pública (Ship-to-Shore Duplex), Xarxes de ràdio independents                                                        | Enllaços per radiotelèfon entre estacions de vaixells i estacions terrestres de les autoritats responsables de l'operació de vies navegables interiors (Ship-to-Shore Duplex)                                                            |  |
| 67              | 156.375                   | 156.375                | Canal de seguretat dels vaixells petits del Regne Unit | | | Canal de treball, Temps marí                                                                                        | Canal de Treball de Ràdio Marítima                                                                                  | Un VTS (Vaixell a vaixell + Operacions portuàries)                                                                     | Guàrdia Costanera | Enllaços per radiotelèfon entre estacions de vaixells i estacions terrestres de les autoritats responsables de l'operació de vies navegables interiors (Ship-to-Shore Duplex)                                                            |  |
| 68              | 156.425                   | 156.425                | | No comercial Un | | | Canal de Treball de Ràdio Marítima                                                                                  | Un Operacions portuàries, autoritats de la Guàrdia Fronterera, també alguns clubs nàutics i ports esportius            | Guàrdia Costanera | Enllaços per radiotelèfon entre estacions de vaixells i estacions terrestres de les autoritats responsables de l'operació de vies navegables interiors (Ship-to-Shore Duplex)                                                            |  |
| 69              | 156.475                   | 156.475                | Operacions portuàries | No comercial Un | | Marina australiana                                                                                                  | Ràdio Marítima Canal de Treball Surf Lifesaving                                                                     | Un Operacions portuàries vaixell a vaixell                                                                             | Armada | Enllaços per radiotelèfon entre estacions de vaixells i estacions terrestres de les autoritats responsables de l'operació de vies navegables interiors (Ship-to-Shore Duplex)                                                            |  |
| 70              | 156.525                   | 156.525                | Convocatòria selectiva digital Un | Convocatòria selectiva digital Un                                                                                                | Convocatòria selectiva digital Un | Convocatòria selectiva digital Un                                                                                   | Convocatòria selectiva digital Un                                                                                   | Convocatòria selectiva digital Un                                                                                      | Convocatòria selectiva digital Un                                                                                                   | No s'utilitza a: Tija principal, Riu, Canal, Llac, Estany. |  |
| 71              | 156.575                   | 156.575                | Operacions portuàries | No comercial Un | | | Canal de Treball de Ràdio Marítima                                                                                  | Un Operacions portuàries VTS (vaixell a vaixell + operacions portuàries)                                               | Armada | Operacions portuàries |  |
| 72              | 156.625                   | 156.625                | Vaixell a vaixell UnSovint utilitzat per l'artesania d'oci | Vaixell a vaixell no comercial Un                                                                                                | Vaixell a vaixell | | | Un Vaixell a vaixell Vaixell a l'aire                                                                                  | Un Vaixell a vaixell, comunicacions amb un social (vaixell)                                                                         | Un Vaixell a vaixell, comunicacions amb un social (vaixell) (limitat a 1 watt) |  |
| 73              | 156.675                   | 156.675                | Emissions de seguretat de HM Coastguard Seguretat de vaixells petits de còpia de seguretat | | | Vaixell a vaixell                                                                                                   | Ports esportius - Treballant                                                                                        | Un Vaixell a vaixell vaixell a l'aire (Operacions portuàries)                                                          | Operacions Portuàries, Marina | Enllaços per radiotelèfon entre estacions de vaixells i estacions terrestres de les autoritats responsables de l'operació de vies navegables interiors (Ship-to-Shore Duplex)                                                            |  |
| 74              | 156.725                   | 156.725                | British Waterways/Canal i River Trust Channel (Canal i Sistema Fluvial) Operacions portuàries | | | Vaixell a vaixell                                                                                                   | Treballant - Costa/Vaixell                                                                                          | Un Operacions portuàries                                                                                               | Operacions Portuàries, Marina, Gendarmeria Marítima                                                                                 | Operacions portuàries |  |
| 75              | 156.775                   | 156.775                | Comunicacions relacionades amb la navegació (limitat a 1 watt) | | | | | UnOperacions portuàries restringides vaixell a vaixell                                                                 | UnOperacions portuàries restringides de vaixell a vaixell (limitades a 1 watt)                                                      | Operacions portuàries |  |
| 76              | 156.825                   | 156.825                | | | | | | Un Operacions portuàries restringides                                                                                  | UnOperacions portuàries restringides de vaixell a vaixell (limitades a 1 watt)                                                      | Enllaços per radiotelèfon entre estacions de vaixells i estacions terrestres de les autoritats responsables de l'operació de vies navegables interiors (Ship-to-Shore Duplex)                                                            |  |
| 77              | 156.875                   | 156.875                | Vaixell a vaixell Un | | | Vaixell a vaixell                                                                                                   | | Un Vaixell a vaixell                                                                                                   | Un Vaixell a vaixell, comunicacions amb un social (vaixell)                                                                         | Un Vaixell a vaixell, comunicacions amb un social (vaixell) (limitat a 1 watt) |  |
| 78              | 156.925                   | 161.525                | | No comercial Un | | | | Correspondència Pública (Ship-to-Shore Duplex) Operacions portuàries                                                   | Correspondència Pública (Ship-to-Shore Duplex), Xarxes de ràdio independents                                                        | Enllaços per radiotelèfon entre estacions de vaixells i estacions terrestres de les autoritats responsables de l'operació de vies navegables interiors (Ship-to-Shore Duplex)                                                            |  |
| 79              | 156.975                   | 161.575                | | | | | | Correspondència Pública (Ship-to-Shore Duplex) Operacions portuàries                                                   | Duana Guàrdia Costanera, recerca i rescat, Operacions Portuàries                                                                    | Enllaços per radiotelèfon entre estacions de vaixells i estacions terrestres de les autoritats responsables de l'operació de vies navegables interiors (Ship-to-Shore Duplex)                                                            |  |
| 80              | 157.025                   | 161.625                | Canal marina del Regne Unit | | | Operacions de repetidor                                                                                             | Coastguard Radio - Canal de Treball                                                                                 | GOFREP al Golf de Finlàndia Correspondència Pública (Ship-to-Shore Duplex) Operacions portuàries                       | Duanes, Guàrdia Costanera, recerca i rescat, Operacions Portuàries                                                                  | Enllaços per radiotelèfon entre estacions de vaixells i estacions terrestres de les autoritats responsables de l'operació de vies navegables interiors (Ship-to-Shore Duplex)                                                            |  |
| 81              | 157.075                   | 161.675                | | Un El govern dels EUA només l'utilitza                                                                                           | | Operacions de repetidor                                                                                             | Coastguard Radio - Canal de Treball                                                                                 | GOFREP (Estònia) sobre correspondència pública del Golf de Finlàndia (Ship-to-Shore Duplex) Operacions portuàries      | Correspondència Pública (Ship-to-Shore Duplex), Xarxes de ràdio independents                                                        | Enllaços per radiotelèfon entre estacions de vaixells i estacions terrestres de les autoritats responsables de l'operació de vies navegables interiors (Ship-to-Shore Duplex)                                                            |  |
| 82              | 157.125                   | 161.725                | | Un El govern dels EUA només l'utilitza                                                                                           | Guàrdia Costanera canadenca - Canal de treball                                                                                               | | Coastguard Radio - Canal de Treball                                                                                 | Correspondència Pública (Ship-to-Shore Duplex) Operacions portuàries                                                   | Operacions portuàries | Enllaços per radiotelèfon entre estacions de vaixells i estacions terrestres de les autoritats responsables de l'operació de vies navegables interiors (Ship-to-Shore Duplex)                                                            |  |
| 83              | 157.175                   | 161.775                | | Un La Guàrdia Costanera dels EUA només l'utilitza                                                                                | Guàrdia Costanera canadenca - Canal de treball                                                                                               | | | Correspondència Pública (Ship-to-Shore Duplex) Operacions portuàries                                                   | Correspondència Pública (Ship-to-Shore Duplex) Operacions portuàries                                                                | Enllaços per radiotelèfon entre estacions de vaixells i estacions terrestres de les autoritats responsables de l'operació de vies navegables interiors (Ship-to-Shore Duplex)                                                            |  |
| 84              | 157.225                   | 161.825                | HM Coastguard Informació de Seguretat Marítima - Ara en 62,63,64 | | | | Coastguard Radio - Canal de Treball                                                                                 | Correspondència Pública (Ship-to-Shore Duplex) Operacions portuàries                                                   | Correspondència Pública (Ship-to-Shore Duplex), Xarxes de ràdio independents                                                        | Enllaços per radiotelèfon entre estacions de vaixells i estacions terrestres de les autoritats responsables de l'operació de vies navegables interiors (Ship-to-Shore Duplex)                                                            |  |
| 85              | 157.275                   | 161.875                | UKSAR TWC (mig dúplex) | | Ràdio Telèfon - dúplex complet | | Coastguard Radio - Canal de Treball                                                                                 | Correspondència Pública (Ship-to-Shore Duplex) Operacions portuàries                                                   | Armada | Enllaços per radiotelèfon entre estacions de vaixells i estacions terrestres de les autoritats responsables de l'operació de vies navegables interiors (Ship-to-Shore Duplex)                                                            |  |
| 86              | 157.325                   | 161.925                | HM Coastguard Informació de Seguretat Marítima- Ara en 62,63,64 | | | | Coastguard Radio - Canal de Treball                                                                                 | Correspondència Pública (Ship-to-Shore Duplex) Operacions portuàries                                                   | Armada | Enllaços per radiotelèfon entre estacions de vaixells i estacions terrestres de les autoritats responsables de l'operació de vies navegables interiors (Ship-to-Shore Duplex)                                                            |  |
| 87              | 157.375                   | 157.375                | | | | | | Correspondència Pública Operacions Portuàries                                                                          | Correspondència Pública (Ship-to-Shore Duplex), Xarxes de ràdio independents, Guàrdia Costanera de Duanes, recerca i rescat         | Enllaços per radiotelèfon entre estacions de vaixells i estacions terrestres de les autoritats responsables de l'operació de vies navegables interiors (Ship-to-Shore Duplex)                                                            |  |
| 88              | 157.425                   | 157.425                | | | | | | Comercial, Només pràctiques.                                                                                           | Correspondència Pública (Ship-to-Shore Duplex), Xarxes de ràdio independents                                                        | Enllaços per radiotelèfon entre estacions de vaixells i estacions terrestres de les autoritats responsables de l'operació de vies navegables interiors (Ship-to-Shore Duplex)                                                            |  |
| M2/P4           | 161.425                   | 161.425                | (Com a M2) Clubs nàutics, comitès de carreres i ports esportius | | | | | | | (Com a P4) A França, alguns clubs nàutics, ports esportius i comitès de regates |  |
| 87B             | 161.975                   | 161.975                | Sistema d'identificació automàtica Un B | Sistema d'identificació automàtica Un B                                                                                          | Sistema d'identificació automàtica Un B | Sistema d'identificació automàtica Un B                                                                             | Sistema d'identificació automàtica Un B                                                                             | Sistema d'identificació automàtica Un B                                                                                | Sistema d'identificació automàtica Un B                                                                                             | Sistema d'identificació automàtica Un B |  |
| 88B             | 162.025                   | 162.025                | Sistema d'identificació automàtica Un B | Sistema d'identificació automàtica Un B                                                                                          | Sistema d'identificació automàtica Un B | Sistema d'identificació automàtica Un B                                                                             | Sistema d'identificació automàtica Un B                                                                             | Sistema d'identificació automàtica Un B                                                                                | Sistema d'identificació automàtica Un B                                                                                             | Sistema d'identificació automàtica Un B |  |
| L1              | 155.500                   | 155.500                | | | | | | Lleure. (Vaixell a vaixell) S'utilitza als països nòrdics i Estònia                                                    | | |  |
| L2              | 155.525                   | 155.525                | | | | | | Lleure. (Vaixell a vaixell) S'utilitza als països nòrdics i Estònia                                                    | | |  |
| L3              | 155.650                   | 155.650                | | | | | | Lleure. (Vaixell a vaixell) S'utilitza a Finlàndia i Noruega                                                           | | |  |
| F1              | 155.625                   | 155.625                | | | | | | Pesca. (Vaixell a vaixell) S'utilitza als països nòrdics                                                               | | |  |
| F2              | 155.775                   | 155.775                | | | | | | Pesca. (Vaixell a vaixell) S'utilitza als països nòrdics                                                               | | |  |
| F3              | 155.825                   | 155.825                | | | | | | La pesca, també la pesca recreativa (Vaixell a vaixell) S'utilitza als països nòrdics                                  | | |  |

1. ^ Jump up to:un b c Algunes ràdios permeten els canals 3A, 61A i 64A quan es configuren per al "mode USA", tot i que aquests canals estan assignats exclusivament per a ús de seguretat pública per la FCC. Les freqüències 156.075, 156.150 i 156.225 MHz s'utilitzen per a la comunicació d'interoperabilitat per part dels cossos de policia i bombers en moltes àrees.
2. ^ Les operacions públiques ccg es van traslladar de la 22A a la 04A per evitar interferències de les estacions de la USCG al nord de l'estat de Washington.
3. ^ El canal 22A està reservat per a la comunicació entre els vaixells de la Guàrdia Costanera dels Estats Units i els vaixells privats. La Guàrdia Costanera no fa el seguiment del 22A: Primer s'ha d'establir el contacte el dia 16.
4. ^ Jump up to:un b c d e Els equips de recerca i rescat terrestres d'UKSAR tenen accés a les versions semi-dúplex de 24, 62, 63, 64, 85 per a necessitats operatives i de formació. Aquests inclouen equips de rescat de muntanya a Anglaterra, Gal·les i Escòcia.

| 0 | 156.000 | 160.600 | Private, coast guard A |

## Procediment operatiu
La VHF marina utilitza majoritàriament transmissió semidúplex no retransmesa. La comunicació de vaixell a vaixell es fa per una sola freqüència de ràdio, mentre que de vaixell a terra utilitza dues freqüències, però normalment només una de les parts pot transmetre alhora. (No s'ha de confondre amb la comunicació simplex, per exemple, la radiodifusió, on una part transmet sempre transmet.) El transceptor està normalment en mode de recepció; per transmetre, l'usuari prem un botó " Pulsar per parlar " de l'aparell o micròfon que encén l'emissor i s'apaga el receptor. Alguns canals, però, són canals de transmissió " dúplex " on la comunicació pot tenir lloc en ambdues direccions simultàniament quan els equips dels dos extrems ho permeten. Cada canal full-duplex té dues assignacions de freqüència. Els canals dúplex es poden utilitzar per fer trucades a la xarxa telefònica pública per una tarifa mitjançant un operador marítim. Quan s'utilitza full-duplex, la trucada és similar a una que utilitza un telèfon mòbil o un telèfon fix. Quan s'utilitza semi-dúplex, la veu només es transmet d'una manera a la vegada i la part del vaixell ha de prémer el botó de transmissió només quan parla. Aquesta instal·lació encara està disponible en algunes zones, tot i que el seu ús s'ha extingit en gran part amb l'arribada dels telèfons mòbils i per satèl·lit. Les ràdios VHF marines també poden rebre emissions de ràdio meteorològiques, quan estiguin disponibles.
Les convencions acceptades per a l'ús de la ràdio marina s'anomenen col·lectivament "procediment d'operació adequat". Aquestes convencions internacionals inclouen:
- Les emissores han d'escoltar durant 30 segons abans de transmetre i no interrompre altres emissores.
- Mantenir un rellotge escoltant al Canal 16 quan no utilitzeu la ràdio. Totes les trucades s'estableixen al canal 16, a excepció del canvi de treball de socors a un canal de treball vaixell a vaixell o vaixell a terra. (El procediment només varia als EUA quan es poden establir trucades al cap. 9)
- Durant les operacions de socors es va mantenir el silenci al cap. 16 per a altres trànsits fins que el canal sigui alliberat per l'estació de control utilitzant la pro-paraula "Silence Fini". Si una estació utilitza Ch. 16 durant les operacions de socors, l'estació de control emet l'ordre "silence mayday".
- Utilitzant un conjunt de procediments de "trucada" internacional com ara la trucada de socors " Mayday ", la trucada d'urgència " Pan-pan " i la trucada de perill de navegació " Seguretat ".
- Ús de " pro-words " basat en l'idioma anglès , com ara Reconeixement, Tot després, Tot abans, Totes les estacions, Confirmar, Corregir, Corregir, En xifres, En lletres, Sobre, Fora, Comprovació de ràdio, Llegir enrere, Rebut, Tornar a dir, Ortografia, En espera, Trucada d'estació, Això és, Espera, Paraula després, Paraula abans, Incorrecta (en alguns d'aquests s'utilitza l'idioma local quan es parla amb emissores locals)
- Utilitzant l'alfabet fonètic de l'OTAN : Alfa, Bravo, Charlie, Delta, Echo, Foxtrot, Golf, Hotel, India, Juliett, Kilo, Lima, Mike, November, Oscar, Papa, Quebec, Romeo, Sierra, Tango, Uniform, Victor, Whisky, radiografia, ianqui, zulú
- Utilitzant un sistema de numeració fonètica basat en la llengua anglesa o una combinació de llengües anglesa i romana : Wun, Too, Tree, Fow-er, Fife, Six, Sev-en, Ait, Nin-er, Zero, Decimal ; alternativament en comunicació marina: unaone, bissotwo, terrathree, kartefour, pantafive, soxisix, setteseven, oktoeight, novenine, nadazero